# Nitratazione

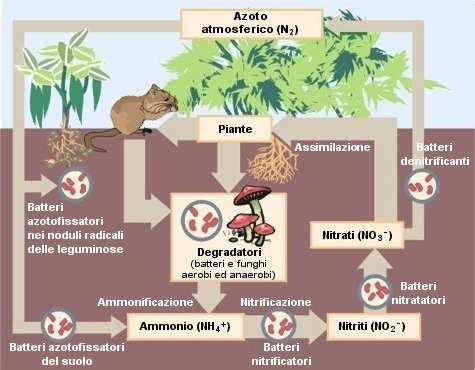
Rappresentazione schematica del ciclo dell'azoto.

Si chiama nitratazione la reazione terminale di mineralizzazione dell'azoto nel suolo e consiste nella trasformazione degli ioni nitrito (NO2-) in nitrati (NO3-).
Anche in questo processo intervengono microrganismi, detti nitratanti, che utilizzano composti inorganici come i nitriti e, nel trasformarli in nitrati, ricavano energia metabolica.
In primo luogo i batteri del genere Nitrobacter. Questi, però, necessitano di suoli a pH neutro o lievemente alcalini e ricchi di carbonato di calcio (CaCO3) e di potassio (K2CO3). In terreni acidi e poveri di questi composti come i suoli forestali intervengono funghi in grado di operare la stessa mineralizzazione, ma con rese sensibilmente inferiori rispetto ai batteri.